# Dragaljevac Srednji
Dragaljevac Srednji (en serbe cyrillique : Драгаљевац Средњи) est un village de Bosnie-Herzégovine. Il est situé sur le territoire de la ville de Bijeljina et dans la république serbe de Bosnie. Selon les premiers résultats du recensement bosnien de 2013, il compte 782 habitants.

## Géographie
Le village est situé sur les bords des rivières Stupanj et Velika.

## Démographie

### Évolution historique de la population dans la localité
| 1948 | 1953  | 1961  | 1971  | 1981  | 1991  | 2013 |
| ---- | ----- | ----- | ----- | ----- | ----- | ---- |
| 930  | 1 096 | 1 112 | 1 110 | 1 102 | 1 041 | 782  |

|  |